# Rob Kearney
Robert Kearney (* 26. März 1986 in Dundalk) ist ein ehemaliger irischer Rugby-Union-Spieler, der auf den Positionen Außendreiviertel und Schlussmann eingesetzt wird. Er ist für die irische Nationalmannschaft und die Provinz Leinster aktiv.
Kearney spielte in seiner Jugend neben Rugby auch Gaelic Football. Er wurde für die U19-Nationalmannschaft sowie die Reservemannschaft Irland A eingesetzt, bevor er 2005 erstmals für Leinster in der Magners League auflief. Bei den Six Nations 2007 stand er erstmals im Kader der irischen Nationalmannschaft, kam jedoch zu keinem Einsatz. Sein Debüt gab er im Sommer desselben Jahres gegen Argentinien. Seit den Six Nations 2008 gehört er zur Stammformation Irlands, seinen ersten Versuch legte er gegen Schottland. Beim Grand-Slam-Gewinn der Iren bei den Six Nations 2009 wurde er in allen Spielen eingesetzt. Er wurde folglich für die Südafrika-Tour der British and Irish Lions nominiert. Mit Leinster gewann er in diesem Jahr zudem den Heineken Cup. 2021 beendete er seine aktive Karriere.